# Alopecosa restricta
Alopecosa restricta là một loài nhện trong họ Lycosidae.
Loài này thuộc chi Alopecosa. Alopecosa restricta được Cândido Firmino de Mello-Leitão miêu tả năm 1940.